# Code Pink

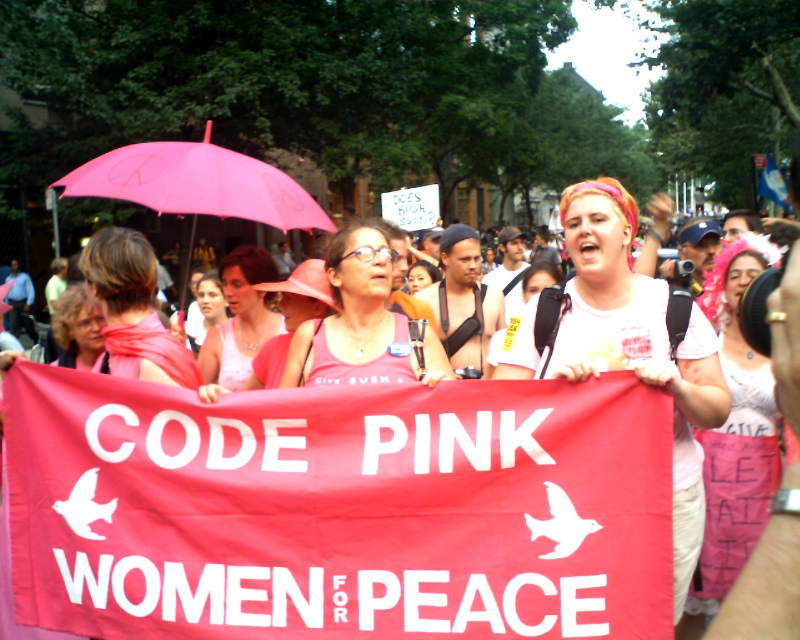
Friedensmarsch von Code Pink am 1. März 2004

Code Pink (Eigenschreibung CODEPINK, in einem Wort) ist eine US-amerikanische pazifistische Bürgerrechtsbewegung, deren Ziele die Beendigung existierender militärischer Konflikte, die Verhinderung neuer Kriege und die Konzentration der Ressourcen auf lebensbejahende Ziele wie Gesundheitsfürsorge und Bildung sind. Sie wird hauptsächlich von Frauen getragen. Die Bewegung wird wegen ihrer unkritischen Haltung gegenüber Regimen wie im Iran oder in Venezuela kritisiert.

## Entstehung und Ziele
Die Gruppe wurde am 2. Oktober 2002, dem Geburtstag Mahatma Gandhis, gegründet und begann bereits im November mit einer viermonatigen Mahnwache vor dem Weißen Haus in Washington, D.C. Diese fand ihren Abschluss mit einem Protestmarsch am 8. März 2003, dem Internationalen Frauentag, an dem 10.000 Menschen teilnahmen.
Nach eigenen Angaben ist Code Pink eine von Frauen initiierte, basisdemokratische Bewegung für Frieden und soziale Gerechtigkeit. Sie lehnen die ihrer Ansicht nach angsterfüllte Politik der Bush-Regierung ab, die Gewalt rechtfertigt, und wollen stattdessen eine auf Mitgefühl, Freundlichkeit und der Anerkennung internationalen Rechts basierte Regierung. Code Pink betont den Spaß und den Humor an ihrer und bei ihrer Arbeit, die andere zur Mitarbeit anregen und eine Gemeinschaft von Friedensstiftern im ganzen Land inspirieren will. Mittel dazu sollen kreative Kampagnen und das Bekenntnis zur Gewaltfreiheit sein.
Der Name Code Pink ist eine Anspielung auf die von der Bush-Regierung eingeführten Farbcodesystem, mit dem das Ministerium für Innere Sicherheit die Bürger über den Verteidigungszustand des Landes und das nötige Verhalten informieren sollen.
Im Februar 2003, nur Wochen vor dem Einmarsch der amerikanischen Truppen im Irak, organisierte Code Pink ihre erste Reise in den Irak mit fünf Delegationen. Eine der Gruppen umfasste Eltern, die ihre Kinder im Irak verloren hatten, eine weitere bestand aus den Eltern von Soldaten. Im Gegenzug brachten die Organisation eine irakische Gruppe, bestehend aus sechs Frauen für eine Tour durch die Staaten in die USA und veröffentlichten einen Bericht, der die Folgen der amerikanischen Besatzung für den Status der irakischen Frauen beschreibt. Eine weitere Publikation der Gruppierung ist das Buch How to Stop the Next War Now (englisch: Wie man den nächsten Krieg jetzt beenden kann), in dem unter anderem auch Abhandlungen von Nancy Pelosi, Jody Williams, Naomi Klein, Benazir Bhutto, Julia Butterfly Hill, Amy Goodman und Cynthia McKinney enthalten sind.

## Aktivitäten

### Abgeschlossene Aktionen

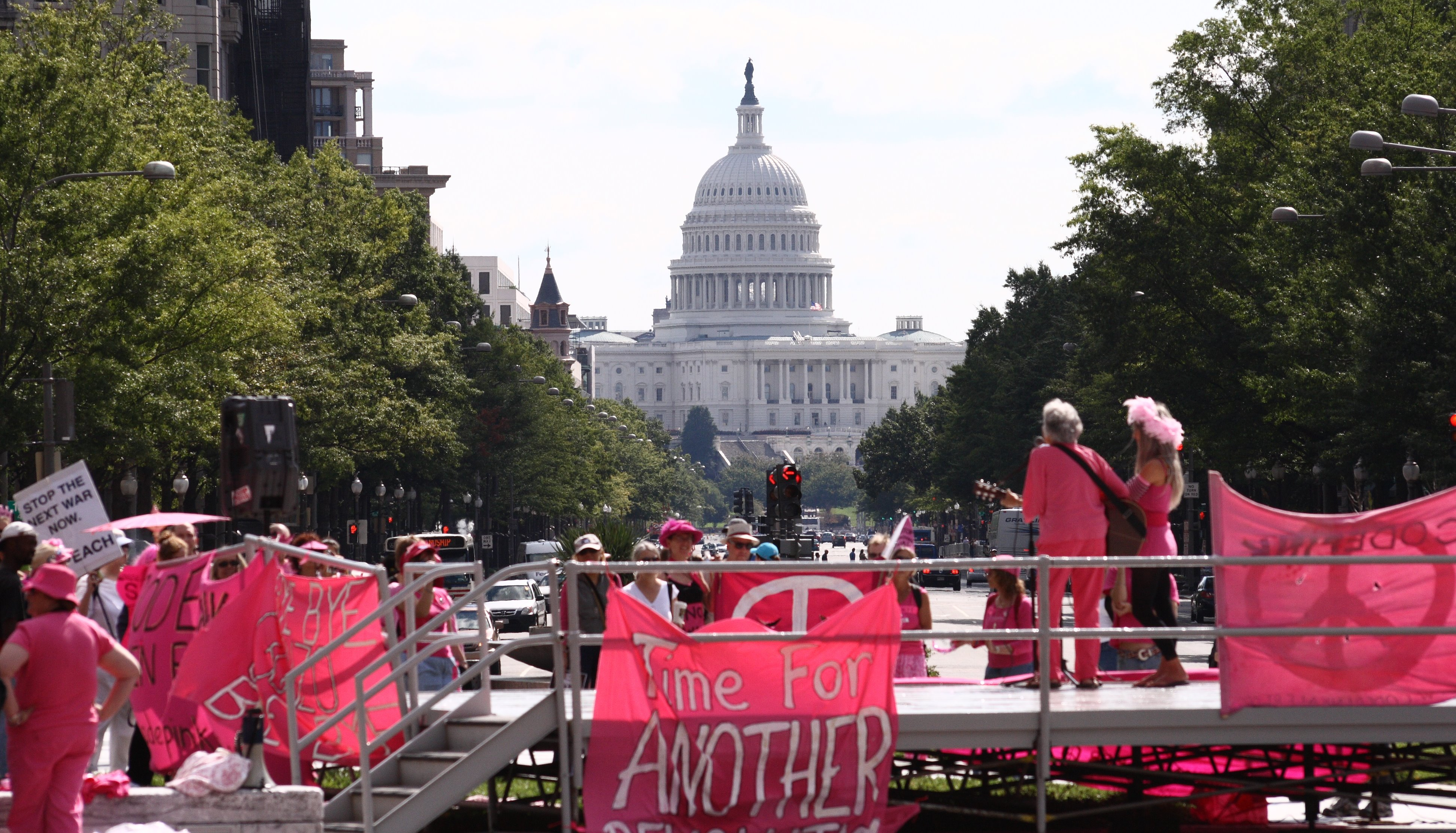
Code Pink Demonstration in Washington D.C. am 15. Sept. 2007

- Am 21. September 2006 initiierte Code Pink einen Friedensmarsch, der den kompletten Verkehr auf der Golden Gate Bridge lahmlegen sollte. Sie bekamen die Erlaubnis, nach dem morgendlichen Berufsverkehr um 10 Uhr demonstrieren zu dürfen. Stattdessen begann die Gruppe den Friedensmarsch bereits um 7:30 Uhr und verließ die Brücke unfallfrei gegen 10 Uhr.[4]

- Am 20. März 2007 störte eine Code-Pink-Demonstrantin einen Spendensammler von Hillary Clinton bei der Arbeit und wurde von Sicherheitsbeamten entfernt.[5] Diese Aktion war Teil einer Serie von Code Pink Protesten gegen Clinton, eine Woche später stellte sich eine Gruppe von fünf Code Pink Aktivisten Clinton bei einer Konferenz der Communications Workers of America, der größten Gewerkschaft für Kommunikations- und Medienangestellte, entgegen.[6]

- Am 22. März 2007 wurden Code-Pink-Demonstranten vor dem Büro der Sprecherin des Repräsentantenhauses, Nancy Pelosi, verhaftet, als sie verkündeten, ihr Büro übernehmen zu wollen. Sie protestierten damit gegen die Demokratische Partei, die trotz ihrer Stimmenmehrheit die Finanzierung des Krieges nicht gestoppt hatte.[7]

- Am 28. April 2007 veranstaltete Code Pink eine nationale Protestaktion, bei der sie die Amtsenthebung des Präsidenten George W. Bush und des Vizepräsidenten Dick Cheney verlangten. Sie behaupteten, die beiden hätten „die Nation mit Lügen in einen Angriffskrieg geführt, Spionage trotz klarer Gesetzesverstöße angeordnet und den Einsatz von Folter sanktioniert.“[8]

- Am 10. September 2007 nahm Code Pink an der Anhörung von General David Petraeus vor dem US-Kongress teil. Petraeus gab an, dass die Einwände zur Sicherheit im Irak weitestgehend erfüllt worden seien und dort ein langfristiger Einsatz notwendig sei. Mitglieder von Code Pink erhoben lautstark Einspruch, unterbrachen die Aussage des Generals mindestens zweimal und es wurde gezeigt, wie sie gewaltsam abgeführt wurden. Der Vorsitzende des Komitees, Ike Skelton, sorgte für Ruhe und teilte mit, dass die Demonstranten mit der vollen Härte des Gesetzes bestraft werden würden.[9]

- Ende September und Anfang Oktober 2007 begann Code Pink vor der Rekrutierungsstelle des United States Marine Corps in Berkeley, Kalifornien zu demonstrieren.[10][11]

- Am 24. Oktober 2007 näherte sich Desiree Ali-Fairooz der Staatssekretärin Condoleezza Rice mit roter Farbe an ihren Händen und rief: „Das Blut von Millionen Irakern klebt an deinen Händen!“ („The blood of millions of Iraqis is on your hands!“). Sie wurde sofort verhaftet.[12]

- Die Organisation veranstaltete am Valentinstag 2008 sogenannte Kiss-ins (vgl. Sit-in) als Protestveranstaltung. Die Mitglieder wurden aufgefordert, sich vor Rekrutierungsbüros zu versammeln und zu küssen, genauso wie Banner mit Slogans wie „Make out, not war!“ („Knutschen statt Krieg“ in Anlehnung an Make love, not war) und „Love the troops, Hate the War“ („Liebt die Truppen, hasst den Krieg“).[13]

### Aktuelle oder sich wiederholende Aktionen
Jedes Jahr am Muttertag organisiert Code Pink Sternmärsche für den Frieden. Am Muttertag 2006 veranstaltete Code Pink eine 24-stündige Versammlung im Lafayette Park gegenüber dem Weißen Haus, die von Aktivisten wie Cindy Sheehan, Susan Sarandon und Patch Adams unterstützt und besucht wurde. Außerdem hat Code Pink Mahnwachen am Walter Reed Army Medical Center in Washington D.C. organisiert, die in Medien kritisiert wurden.
Auf ihrer Website sammelt Code Pink Anschuldigungen zu Kriegsverbrechen, und behauptet, dass Tausende im Jahr 2004 in Falludscha aufgrund der Aktionen des US-Militärs getötet wurden. Gemeinsam mit anderen Gruppen schickte die Organisation 2004 Hilfsmittel im Wert von 20.000 US-Dollar an die Bewohner von Falludscha.
Code Pink fördert die sogenannte Gegen-Rekrutierung zu den Rekrutierungsveranstaltungen des US-Militärs an Schulen und in den Rekrutierungsbüros.
Ebenso werden Mitglieder der Gruppe gebeten, Flyer zu verteilen, die behaupten, dass die militärischen Rekrutenvermittler diejenigen belügen, die sie rekrutieren. Der Code-Pink-Website zufolge: „Beispielsweise behaupten die Flyer, dass die Rekrutenvermittler den potentiellen Rekruten, dass die Wahrscheinlichkeit in ein Kriegsgebiet geschickt zu werden, sehr gering sei. Hingegen würden laut Flyer fast alle Rekruten in den Irak oder nach Afghanistan entsendet“.

## 2014 Teilnahme an Konferenz in Teheran
2014 nahm Code Pink, mit einer Delegation, an der zweiten „New Horizon Konferenz“ in Teheran, der Nachfolgekonferenz der Holocaustleugnungskonferenz im Iran 2006 teil. Die Code Pink Delegation traf im Kontext der Konferenz auch den iranischen Außenminister Mohammad Javad Zarif. 2019 gab es eine weitere Reise einer Code Pink Delegation in den Iran.

## 2019 Aufruf an Jennifer Lopez, Israel zu boykottieren
2019 veröffentlichte Code Pink mehrfach ihren Aufruf an Jennifer Lopez JLo Don't Go to Apartheid Israel, in dem sie Israel als Apartheidstaat bezeichneten.

## Ehrungen

### Aachener Friedenspreis
2014 hat Code Pink zusammen mit lebenslaute. klassische Musik – politische Aktion den Aachener Friedenspreis zuerkannt bekommen, der am 1. September, dem Antikriegstag, in der Aachener Aula Carolina überreicht wurde.

### Markgräfin-Wilhelmine-Preis der Stadt Bayreuth für Toleranz und Humanität in kultureller Vielfalt

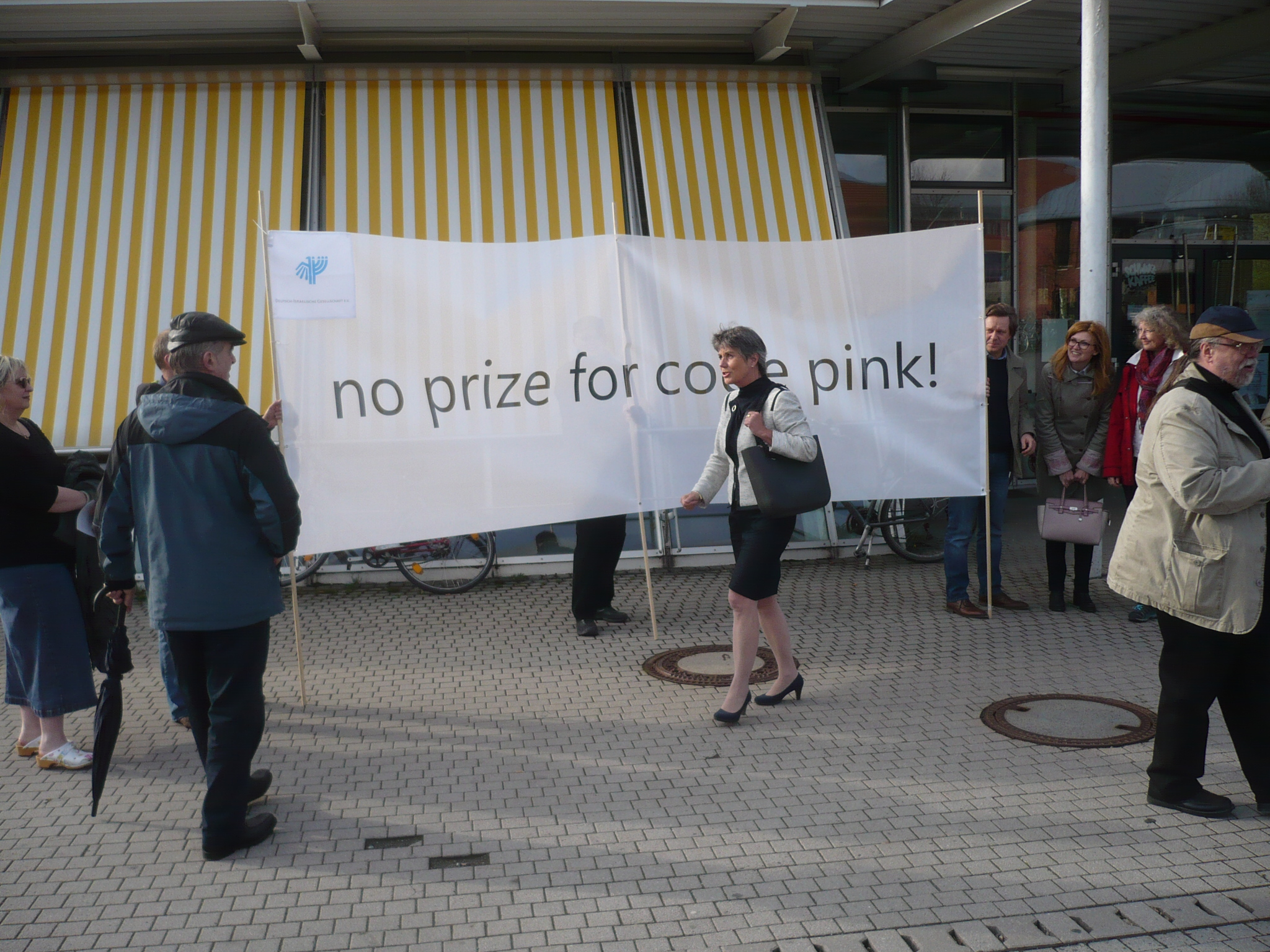
Gegenkundgebung am Ort der Preisverleihung (Audimax der Universität Bayreuth), vor dem Transparent Oberbürgermeisterin Brigitte Merk-Erbe

Im Juni 2015 beschloss die Stadt Bayreuth, Code Pink mit dem Markgräfin-Wilhelmine-Preis der Stadt Bayreuth für Toleranz und Humanität in kultureller Vielfalt zu ehren. Nach einer Intervention des Deutschland-Korrespondenten der Jerusalem Post, Benjamin Weinthal, Research Fellow der Foundation for Defense of Democracies, mit der Thematisierung einer „staatsfeindlichen Haltung gegenüber Israel“ und der „Teilnahme an einer staatlich organisierten Konferenz in Teheran […], an der auch ausgewiesene Leugner des Holocaust teilgenommen haben sollen“, erklärte die Oberbürgermeisterin von Bayreuth, Brigitte Merk-Erbe, in einer Pressemitteilung vom 11. Februar 2016, sie würde den Rat der Stadt auffordern, den Beschluss der Preisvergabe wieder zurückzunehmen. Nach einer öffentlichen Debatte, bei der auch die Vorgehensweise von Benjamin Weinthal diskutiert wurde, beschloss der Stadtrat am 23. Februar 2016 mit knapper Mehrheit, die Preisvergabe nicht zurückzunehmen. Der Preis wurde am 15. April 2016 überreicht. Unter anderem haben die vier Vorsitzenden der deutsch-israelischen Parlamentariergruppe im Deutschen Bundestag (Volker Beck, Gitta Connemann, Kerstin Griese und Jan Korte), der israelische Botschafter Yakov Hadas-Handelsman, der israelische Generalkonsul Dan Shaham und der Präsident der Deutsch-Israelischen Gesellschaft Hellmut Königshaus gegen die Preisverleihung an die Organisation protestiert und warfen ihr antisemitische oder antiisraelische Betätigung vor.

## Kritik an Code Pink

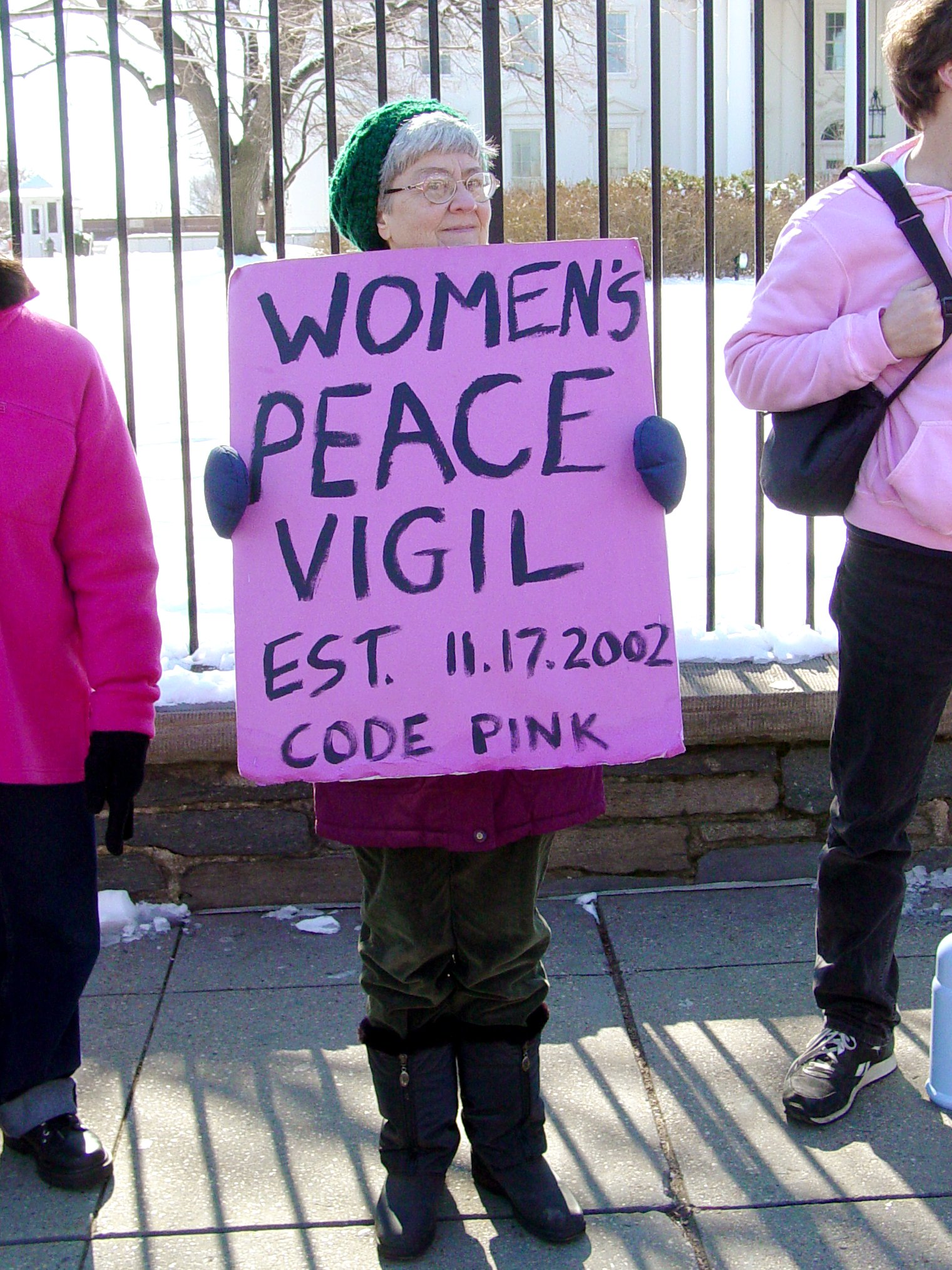
Code Pink Aktivistin bei einer Mahnwache, Februar 2003

Code Pink oder einzelne Führungspersonen von Code Pink wurden hauptsächlich wegen zweier Dinge kritisiert:
- Die Mahnwachen an den Militärkrankenhäusern wurden als respektlos den verwundeten Soldaten gegenüber empfunden und beschrieben.[15]
- Sie unterstützten den venezolanischen Präsidenten Hugo Chávez, der in den U.S.-Medien wiederholt beschuldigt wurde, Menschenrechtsverletzungen begangen und den demokratischen Prozess umgangen zu haben.[40]
- Code Pink kooperierte mit dem iranischen Regime und nahm dort an einer Konferenz mit Holocaustleugnern teil.

Die Organisation reagierte auf diese Anschuldigungen, indem sie erklärte, dass die Mahnwachen von Organisationsfremden auseinandergerissen wurden und dass die Anschuldigungen gegenüber Chávez falsch seien.
Die Mitbegründerin der Organisation, Medea Benjamin, nahm 2014 an der umstrittenen 2nd New Horizon Conference in Teheran teil.

### Demonstrationen am Walter Reed Medical Center
Code Pink wurde wegen Aktionen im Rahmen der Demonstrationen am Walter-Reed-Militärkrankenhaus in Washington D.C. kritisiert. Code Pink beschreibt diese Demonstrationen allerdings als „Mahnwachen und nicht Proteste“ (vigils not protests) und legt dar, dass die zugrundeliegende Motivation sei, Aufmerksamkeit auf die fehlende Fürsorge für die Veteranen zu lenken. In ihre Pressemitteilung heißt es: „Seit wir diese Mahnwachen begonnen haben, haben wir das Gefühl, dass wir geholfen haben, die Aufmerksamkeit auf die Bedürfnisse der Soldaten zu lenken und positive Ergebnisse zu erreichen.“ Wesentlicher Kritikpunkt sind Aktionen wie das Aufstellen von Särgen und das Absingen aggressiver Parolen. Kevin Pannell, Amputierter und früherer Patient des Krankenhauses, sagte über die aufgestellten Särge: „Das war vermutlich das Geschmackloseste, das ich je gesehen habe. Jemals. Wir schauten da eines Tages vorbei und ich fuhr vorbei und die Kriegsgegner hatten da einen Haufen flaggenbedeckter Särge auf den Gehweg gestellt. 95 % der Männer in diesen Krankenhausbetten haben einen Kameraden verloren, als sie selbst verletzt wurden. Sich schuldig zu fühlen, weil man überlebt hat, ist eines der schlimmsten Dinge, mit denen man überhaupt je fertig werden muss.“ Code Pink antwortete darauf mit der Aussage „In den vergangenen Wochen hat die Wache Leute angezogen, die versucht haben, den Ton und die Botschaft unserer Mahnwachen zu verändern, unter anderem indem sie unangebrachte Dinge schrien und Schilder hochhielten.“ Sie behaupten, dass diese störenden Demonstranten nicht Teil ihrer Gruppe sind und dass diese mehrmals darum gebeten wurden, sich respektvoll zu verhalten. Code Pink stellte auch die Vermutung auf, diese Demonstranten seien in der Absicht erschienen, die „Mahnwachen zu infiltrieren und zu stören“.

### Tucker Carlson-Interview
Der Talkshowgastgeber Tucker Carlson kritisierte die Präsidentin der Code Pink, Medea Benjamin, wegen der Unterstützung von Hugo Chávez. Sie wurde mit der Aussage zitiert, die US-Medien hätten den Mythos in die Welt gesetzt, dass Chávez das Recht auf freie Meinungsäußerung und die Bürgerrechte in Venezuela abgeschafft hätte. In einem Interview in seiner MSNBC-Show fragte er Benjamin: „Wollen Sie behaupten, die Nachricht, Chávez habe den letzten nationalen oppositionellen Fernsehsender wegen der Kritik an seiner Person geschlossen hat, sei unrichtig?“ Benjamin antwortete, das sei nicht wahr, und alles was geschehen sei, wäre, dass Chávez die Lizenz für den Sender nicht verlängert habe, weil dieser in „einen Putsch gegen die demokratische gewählte Regierung, seine (Chávez’) Regierung, verwickelt sei“. Benjamin sagte auch, „Peru hat vor kurzem auch eine Lizenz nicht erneuert. Uruguay hat eine Lizenz nicht verlängert. Warum legen Sie bei Venezuela einen anderen Maßstab an?“ Carlson antwortete, dass ein 360 Seiten starkes und von der Regierung verlegtes Buch die RCTV, die von Chávez geschlossene Fernsehstation, beschuldigte, einen Mangel an Respekt gegenüber Autoritäten und Institutionen zu zeigen. Carlson fragte Benjamin: „Ich würde meinen, dass eine Frau, die sich selbst als liberal bezeichnet, in so einem Fall auf Seiten derjenigen stehen würde, denen man vorwirft, ‚Autoritäten und Institutionen herauszufordern‘. Und doch entschuldigen Sie die Vernichtung einer Minderheitenvertretung. Wie kann das sein?“ Benjamin antwortete „Sie (RCTV) haben Informationen verfälscht. Sie haben Leute draußen auf der Straße. Sie haben einen Bericht gefälscht, der Chávez-Anhänger beim Töten zeigt, was jedoch nie wirklich stattgefunden hat. Sie weigern sich, über irgendeine Chávez-freundliche Demonstration zu berichten.“

### Kommentar von George W. Bush
In einer Rede am 1. November 2007 kritisierte Präsident Bush neben anderen Antikriegsgruppen auch Code Pink: „Wenn es darum geht, unsere Truppen finanziell zu unterstützen, sollten einige in Washington sich mehr Zeit nehmen, um auf die Warnungen von Terroristen wie Osama bin Laden und die Anforderungen unserer Kommandeure vor Ort zu reagieren und weniger, um auf die Forderungen der MoveOn.org-Blogger und der Code-Pink-Demonstranten einzugehen.“